# Történelmi regény
A történelmi regény olyan regény, mely valamely történelmi korban játszódik. Főhőse vagy történelmi személy, vagy pedig kitalált karakter, de a mellékszereplők közt történelmi alakok is vannak. Történelmi regénynek tekinthetjük azokat a műveket, amelyek cselekménye a szerző korát minimum 60-70 évvel megelőzően játszódnak, ám ebben megoszlanak a vélemények. A regény megírását rendszerint alapos kutatás előzi meg.

## Európában
A történelmi regény műfaja a legtöbb kutató szerint valamikor a 19. század elején alakult ki. Természetesen történelmi témájú regények előtte is születtek, és a történelmi regény szókapcsolat és idegennyelvi megfelelői (Geschichstroman, historischer Roman, historical novel) már a 17. századtól jelen voltak például német nyelvterületen, azonban a közfelfogásban és az irodalomelméletben a történelmi regény fogalma összeforrt néhány jól elkülöníthető jellemzővel. Egyesek úgy gondolják, hogy nem lehet egységes formát meghatározni, mert az európai nemzetek történelmi regényei rendkívül különbözőek. Mások úgy vélik, hogy Walter Scott regényeinek (elsősorban az 1814-ben megjelent Waverley) fordításai inspirálták a legtöbb európai szerzőt, és az ő nyomdokain haladva születtek meg műveinek olasz (Alessandro Manzoni), német (Willibald Alexis), francia (Alfred de Vigny) vagy dán (Bernhard Severin Ingemann) párregényei. További korai követői közé tartozik Willibald Alexis, Theodor Fontane, Jakob van Lennep, Demetrius Bikelos, Enrique Gil y Carrasco, Carl Jonas Love Almqvist, Victor Rydberg, Andreas Munch, Honoré de Balzac vagy Prosper Mérimée. A történelmi regénnyel született meg a történelmi realizmus mai értelemben vett stíluseszköze. A későbbiekben ugyanezzel a kellékkel élt a romantika (Victor Hugo, Marie-Henri Beyle), a kritikai realizmus (Gustave Flaubert, Conrad Ferdinand Meyer, Lev Tolsztoj), az impresszionizmus (Jens Peter Jacobsen), a klasszikus modern és a modernizmus (Lion Feuchtwanger, Alfred Döblin, William Faulkner), a posztmodern (Umberto Eco, Christoph Ransmayr, Barry Unsworth) és a kortárs történelmi regény is, jóllehet mindig az adott kor művészetesztétikai elvárásait figyelembe véve.
Bár a fentiek alapján úgy tűnhet, hogy a történelmi regény mibenlétének meghatározásakor csak irodalomtörténeti megközelítések játszanak szerepet, néhányan műfajpoétikai szempontból is vizsgálták a jelenséget. Mégis javarészt a történeti munkák vannak túlsúlyban, amelyek jobbára a korai (Walter Scott, James Fenimore Cooper, Alessandro Manzoni), érett és későromantika (Victor Hugo), polgári realizmus (Lev Tolsztoj, Theodor Fontane, Conrad Ferdinand Meyer), a klasszikus modernség és modernizmus (William Faulkner, Sigrid Undset, Lion Feuchtwanger, Alexander Döblin), a posztmodernizmus (Kurt Vonnegut, Umberto Eco, Don DeLillo, Barry Unsworth, Eyvind Johnson) és a kortárs irodalom (Umberto Eco, Daniel Kehlmann, Per Olov Enquist, Roy Jacobsen, Kim Leine) történelmi regényeit elemezték. Az egyes nemzeti irodalmakon belül aztán tovább tagolódik a felosztás. Német nyelvterületen például szokás a két világháború közötti történelmi regényről, és a második világháború után közvetlenül megjelent történelmi regényekről értekezni. 
Számos történelmi regény fontos szerepet játszott abban, hogy Európában feltámadt az érdeklődés a középkor iránt. Victor Hugo A párizsi Notre-Dame című regénye segített elindítani Franciaországban a gótikus műemlékek megmentésére irányuló mozgalmat, ami végül a Monuments historiques alapításához vezetett. A történelmi regény ezenkívül gyakran segítette a nemzeti öntudat kialakulását.
Több szerző azért helyezte történelmi környezetbe regényét, hogy annak mondanivalója elkerülje a cenzúra figyelmét.

## Magyar szerzők
Jósika Miklós Abafija aprólékosan írja le a korabeli kolozsvári környezetet, öltözeteket – de alakjai és a cselekménybonyolítás a romantika túlzásait hordozza magán. Váltás a 19. század második felében következik be a történelmi regény terén: Kemény Zsigmond műveiben már a jellemábrázolásban is megjelenik a történelmi vonás.
A leghíresebb magyar történelmi regények szerzői Jókai Mór, Gárdonyi Géza, Mikszáth Kálmán, Móricz Zsigmond, Kós Károly és Móra Ferenc.

## Konferencia
- Van-e kortárs történelmi regényünk? - konferencia-előadás (A Magyar Írószövetség Kritikai Szakosztályának tanácskozása, Szombathely, 2003. szeptember 23-24.)